# Irene Blecua
Irene Blecua (nascuda a Barcelona) és una muntadora i editora de cinema catalana. Es va traslladar a Madrid amb 19 anys i estudià cinema a la Universitat de Nova York i a la Universitat de Califòrnia a Los Angeles (UCLA). Va treballar com a assistent d'edició d'Álex de la Iglesia i altres directors a El día de la bestia (1994), Two Much (1995), Bwana, Libertarias (1996), Perdita Durango (1997), Muertos de risa (1999) i La comunidad (2000).
El 2001 va debutar com a editora principal a No turning back de Julia Montejo. El reconeixement li arribà el 2006 amb el seu treball amb Isabel Coixet a La vida secreta de les paraules, per la qual cosa fou nominada al millor muntatge a les Medalles del Cercle d'Escriptors Cinematogràfics de 2005 i als IV Premis Barcelona de Cinema. El 2015 fou nominada pel seu treball a Betibú al Cóndor de Plata i als premis de l'Acadèmia Argentina. El 2018 del seu treball a La noche de doce años va guanyar el premi coral al Festival Internacional del Nou Cinema Llatinoamericà de l'Havana. També ha treballat a l'edició de sèries de televisió com Hache o Élite el 2019.

## Filmografia
- No turning back de Julia Montejo
- Agents secrets (2004) de Frédéric Shoendoerffer
- La vida secreta de les paraules (2005) d'Isabel Coixet
- Tu vida en 65 de Maria Ripoll (2006)
- Truands (2007) de Frédéric Shoendoerffer
- Rosario Tijeras d'Emilio Maillé (2005)
- Fuga de cerebros (2008)
- Mapa dels sons de Tòquio (2009) d'Isabel Coixet
- Tres metros sobre el cielo de Fernando González Molina (2010)
- Tengo ganas de ti de Fernando González Molina (2012)
- Ismael (2013) de Marcelo Piñeyro
- Betibú de Miguel Cohan (2014)
- Rastres de sàndal de Maria Ripoll (2014)
- Palmeras en la nieve (2015)
- Al final del túnel (2016) de Rodrigo Grande
- La niebla y la doncella (2017) d'Andrés Koppel.
- La noche de doce años (2018)